# バイオレント・ナイト
『バイオレント・ナイト』（原題：Violent Night）は、2022年のアメリカ合衆国のクリスマスを題材としたブラックコメディアクション映画。監督はトミー・ウィルコラ、脚本はパット・ケイシー、ジョシュ・ミラー、出演はデヴィッド・ハーバーとジョン・レグイザモなど。武装強盗団と対峙するハメになった不運なサンタクロースを描いている。

## ストーリー
クリスマスイヴの夜。イギリスの酒場で飲んだくれるサンタ姿の老人。彼は本物のサンタクロースだが、物欲にまみれた子どもたちに嫌気をおぼえ、今年が最後と思いつつソリに乗ってプレゼントを運んでいる最中だった。
大富豪であるライトストーン家の豪邸に舞い降りるサンタクロース。屋敷では一家を牛耳る高齢の母親クローディアの元、不仲な一族がパーティーに集っていた。長男ジェイソンは、別居中の妻子を連れて参加し、母親の指揮下を離れて家を捨て、妻と縒りを戻したいと願っていた。今年はサンタに願い事をしていないと嘆く愛娘トルーディのためにトランシーバーを贈り、願えばサンタに伝わるとアドバイスするジェイソン。
そんな中、屋敷を急襲し大勢の使用人やガードマンを皆殺しにする武装強盗団。一味はライトストーン家の内情を詳しく探っており、屋敷の地下金庫に3億ドルの現金があるとの情報を掴んでいた。家族をリビングに監禁し、金庫を解錠すべくコンピューターを操作する一味。　　　
銃声に驚き、屋根からソリごと飛び去ってしまうトナカイたち。取り残されて仕方なく賊と戰うサンタクロース。彼は遠い昔、まだ人間だった頃は悪事も厭わぬ最強の戦士だったのだ。倒した賊のトランシーバーで、偶然にトルーディとサンタクロースの通信が繋がった。クリスマスの「良い子リスト」に載っており、サンタを信じ純真なトルーディのために事件への介入を迫られるサンタクロース。
屋敷の中に謎の強敵がいることに気付く賊たち。嘘をつけないトルーディは、サンタなど存在しないと言う大人たちに立ち向かい、サンタクロースだと言い張った。トルーディにトランシーバーで励まされ、驚異的な戦闘能力を発揮するサンタクロース。　　
金庫は解錠されたが内部は空で、家族の誰かが金を隠したと憤る賊たち。妻に銃を突き付けられたジェイソンは、独立資金として自分が盗んだと白状し、金を差し出した。混乱に乗じて脱出し、サンタクロースに力添えする家族たち。一同の活躍で賊は全滅した。自信を取り戻したサンタクロースは、サンタを信じ続けたトルーディに礼を言い、プレゼントを配りに去って行った。

## キャスト
サンタクロース
演 - デヴィッド・ハーバー、日本語吹替 - 乃村健次
ミスター・スクルージ
演 - ジョン・レグイザモ、日本語吹替 - 竹田雅則
傭兵達のリーダー。
モーガン・ライトストーン
演 - カム・ギガンデット、日本語吹替 - 野沢聡
ジェイソン・ライトストーン
演 - アレックス・ハッセル、日本語吹替 - 高橋広樹
ゲートルードの子供。
リンダ・マシューズ
演 - アレクシス・ラウダー、日本語吹替 - 宮澤はるな
娘が素敵なクリスマスを過ごせるように、家で休暇を過ごすことを余儀なくされているジェイソンの別居中の妻。
トルーディ・ライトストーン
演 - リア・ブレイディ、日本語吹替 - 中野さいま
ジェイソンとリンダの娘。
ゲートルード・ライトストーン
演 - ビヴァリー・ダンジェロ、日本語吹替 - 小宮和枝
ファミリー企業の社長。
アルヴァ
演 - エディ・パターソン、日本語吹替 - 美名
ジンジャーブレッド
演 - アンドレ・エリクセン、日本語吹替 - 斎藤寛仁

## 公開
『バイオレント・ナイト』は、2022年10月7日にニューヨーク・コミコンで世界初公開され、2022年12月2日にユニバーサル・ピクチャーズによってアメリカ合衆国で公開。日本では2023年2月3日から公開。

## 作品の評価
Rotten Tomatoesによれば、207件の評論のうち高評価は73%にあたる152件で、平均点は10点満点中6.5点、批評家の一致した見解は「『バイオレント・ナイト』は、そのコンセプトからイメージされるかもしれないものほど激しく面白い作品ではないが、よりハードなホリデイ作品を求めている人にとっては、ホーホー（サンタクロースの笑い声）で満ちた、とても楽しい作品かもしれない。」となっている。
Metacriticによれば、37件の評論のうち、高評価は20件、賛否混在は11件、低評価は6件で、平均点は100点満点中55点となっている。